# Pellorneum
Genre
Le genre Pellorneum regroupe des oiseaux connus sous le nom d'akalat appartenant à la famille des Pellorneidae.

## Liste des espèces
D'après la classification de référence (version 14.1, 2024) du Congrès ornithologique international (ordre phylogénique) :
- Pellorneum ruficeps – Akalat à poitrine tachetée
- Pellorneum fuscocapillus – Akalat à calotte brune
- Pellorneum palustre – Akalat des marais
- Pellorneum nigrocapitatum – Akalat à calotte noire
- Pellorneum capistratum – Akalat de Java
- Pellorneum capistratoides – Akalat de Bornéo
- Pellorneum malaccense – Akalat à queue courte
- Pellorneum saturatum – Akalat saturé
- Pellorneum poliogene – Akalat à joues grises
- Pellorneum cinereiceps – Akalat à tête cendrée
- Pellorneum albiventre – Akalat à gorge tachetée
- Pellorneum tickelli – Akalat de Tickell
- Pellorneum buettikoferi – Akalat de Sumatra
- Pellorneum pyrrogenys – Akalat de Temminck
- Pellorneum rostratum – Akalat à front noir
- Pellorneum macropterum – Akalat à longues ailes
- Pellorneum bicolor – Akalat ferrugineux
- Pellorneum celebense – Akalat des Célèbes